# Köln (könnyűcirkáló)
A Köln német könnyűcirkáló volt a második világháború előtt és alatt. A hajó egyike volt a három K osztályú cirkálónak, melyeket K kezdőbetűs városokról neveztek el. Ezt a hajót Köln-ről nevezték el. Az osztály másik két hajója a Königsberg és a Karlsruhe volt. A K osztályú cirkálókat az 1920-as években tervezték és megfeleltek a versailles-i békeszerződés korlátozásainak, mely szerint Németországnak legfeljebb 6000 tonna vízkiszorítású cirkálója lehetett. Annak érdekében hogy sikerüljön betartani a korlátozást, a hajó 85%-án csavarozás helyett hegesztést alkalmaztak. Később ez problémákat okozott, ugyanis a hegesztések nem bírták annyira a hosszú utazásokat, mint ahogy azt remélték.

## Bevetései
A spanyol polgárháború idején a Köln is, mint a Kriegsmarine számos más hajója, Spanyolország partjainál teljesített szolgálatot. A második világháborúban a hajó részt vett több Balti-tengeri akcióban, valamint a Norvégia elleni támadásban is, a Weserübung hadműveletben. A norvégiai hadjárat után a Köln főként aknatelepítési feladatokban és a szövetségesek hajókonvojai elleni támadásokban vett részt. 1943 februárjában, egy tengeralattjáró-támadás után az Admiral Hipper nehézcirkáló és a Köln alapos javításon estek át. A Köln 1943 márciusától egészen 1944 márciusáig nem teljesített szolgálatot. 1944 márciusában kiképzőhajóként újra hadrendbe állt. 1944. december 12-én, egy bombázás során a Köln erőműve és jobb oldali motorja súlyosan megsérült. Ezután a hajó Wilhelmshavenbe hajózott, javítás céljából. A Köln 1945 februárjában megérkezett Wilhelmshavenbe, ahol további két bombázás következtében újabb sérüléseket szenvedett. 1945. március 3-án, a brit bombázók végső támadásában ismét súlyosan megrongálódott. Ennek eredményeképp a hajó szép lassan elsüllyedt, de a lövegtornyai a víz felszíne felett maradtak, így folytathatta a szövetségesek csapatainak ágyúzását. 1946-ban a cirkálót szétbontották.

## Parancsnokok
- Ludwig von Schroder – 1930. január 15. – 1932. szeptember 1.
- Otto Schniewind – 1932. szeptember 1. – 1934. március 1.
- Werner Fuchs – 1934. március 1. – 1935. október 1.
- Otto Backenkohler – 1935. október 1. – 1937. október 1.
- Theodor Burchardi – 1937. október 1. – 1940. január 14.
- Ernst Kratzenberg – 1940. január 14. – 1941. május 1.
- Friedrich Huffmeier – 1941. május 1. – 1942. március 1.
- Hellmuth Strobel – 1942. március 1. – 1942. május 1.
- Martin Balzer – 1942. május 1. – 1942. december 12.
- Hans Karl Meyer – 1942. december 12. – 1943. február 21.
- HADRENDBŐL KIVONVA – 1943. február 21. – 1944. április 1.
- Hellmuth Strobel – 1944. április 1. – 1945. január 1.
- Frotz-Henning Brandes – 1945. január 1. – 1945. április 30.